# Села-при-Врчицях
Села-при-Врчицях (словен. Sela pri Vrčicah) — поселення в общині Семич, регіон Південно-Східна Словенія, Словенія.